# Word of Mouth (álbum de The Kinks)
Word of Mouth es el vigésimo álbum de estudio de la banda británica de rock The Kinks, lanzado a través de Arista Records en 1984. 
De este álbum se extrajeron los siguientes sencillos: "Good Day", "Do It Again" (1984), "Living on a Thin Line", "Summer's Gone" (1985).

## Lista de canciones
- Todas las canciones compuestas por Ray Davies, excepto donde se indique lo contrario.

1. "Do It Again" – 4:14
2. "Word of Mouth" – 3:51
3. "Good Day" – 4:35
4. "Living on a Thin Line" (Dave Davies) – 4:16
5. "Sold Me Out" – 3:44
6. "Massive Reductions" – 3:15
7. "Guilty" (Dave Davies) – 4:12
8. "Too Hot" – 4:08
9. "Missing Persons" – 2:53
10. "Summer's Gone" – 3:52
11. "Going Solo" – 3:58

### Pistas adicionales reedición CD de 1999
1. "Good Day" (versión extendida) – 5:31
2. "Summer's Gone" (versión extendida) – 4:54

## Personal
- Ray Davies - guitarra, teclados, armónica, voz
- Dave Davies - guitarra, coros
- Jim Rodford - bajo,coros
- Mick Avory - batería
- Bob Henrit - batería
- Ian Gibbons - teclados, coros